# Adi Parwa
I Nyoman Adi Parwa (sinh ngày 4 tháng 5 năm 1994) là một cầu thủ bóng đá người Indonesia. Anh sinh ra ở Jimbaran, và thi đấu cho Bali United F.C. ở Liga 1 ở vị trí hậu vệ 